# Amblycerus hespenheidei
Amblycerus hespenheidei is een keversoort uit de familie bladkevers (Chrysomelidae). De wetenschappelijke naam van de soort werd in 1996 gepubliceerd door Romero, Johnson & Kingsolver.